# Andris Keišs
Andris Keišs (RSS de Letònia, 26 de novembre de 1974) és un actor de cinema, teatre i televisió letó. En el món del teatre ha aparegut en obres dirigides per Alvis Hermanis i Māra Ķimele. També ha participat en diverses pel·lícules.
L'any 2000 fou premiat amb el Premi Nacional Letó Lielais Kristaps al millor actor per la seva interpretació a la pel·lícula Kāzas. Dotze anys més tard, el 2012, fou premiat ex aequo amb el mateix guardó pel seu paper a la pel·lícula Seržanta Lapiņa atgriešanās. A nivell teatral, va rebre en dues ocasions el premi Spēlmaņu nakts gada aktieris, que s'atorga anualment al millor actor de teatre. La primera vegada fou l'any 2005 per Latviešu stāsti, Mēnesis uz laukiem, Līze Luīze, i la segona vegada l'any 2011 per Otello, ambdues obres interpretades al Teatre Nou de Riga. L'any 2015 fou nomenat oficial (IV grau) de l'Ordre de les Tres Estrelles i, el 2017, rebé el premi Harry Liepins. Està casat amb la cantant d'òpera Kristīne Zadovska i té dos fills.

## Filmografia
| Any  | Pel·lícula                  | Paper             | Data d'estrena      | Notes                      |
| ---- | --------------------------- | ----------------- | ------------------- | -------------------------- |
| 1997 | Vienas vasaras zieds        |                   | 1997                |                            |
| 1999 | Jaunsaimnieks un velns      |                   | 1999                |                            |
| 2000 | Pa ceļam aizejot            | Vilnis            | 2000                |                            |
| 2002 | Inspektors Grauds           | Inspektors Grauds | 2002                | Minisèrie de TV            |
| 2005 | Krišana                     | marit de l'Alina  | 5 de juliol 2005    |                            |
| 2007 | Neprāta cena                | Raimonds          | 2007                | Sèrie de TV (165 episodis) |
| 2007 | Rīgas sargi                 | Ernests Savickis  | 11 de novembre 2007 |                            |
| 2009 | Medības                     | Gints             | 11 de setembre 2009 |                            |
| 2010 | Rūdolfa mantojums           |                   | 15 de gener 2010    |                            |
| 2010 | Seržanta Lapiņa atgriešanās | Krists            | 26 de novembre 2010 |                            |
| 2011 | Kolka Cool                  | Gvido             | 16 de desembre 2011 |                            |